# Instructure.com
Instructure ist eine US-amerikanische Lernplattform, ein E-Learning-Dienstleister aus Salt Lake City.

## Geschichte
Instructure wurde 2008 von Brian Whitmer und Devlin Daley, zwei Absolventen der Brigham Young University, gegründet.
Im Dezember 2010 gab das Utah Education Network (UEN), das eine Reihe von Colleges und Universitäten in Utah vertritt, bekannt, dass Instructure die bisherige Lernplattform Blackboard ablösen wird. Bis Januar 2013 war Instructure in mehr als 300 Colleges, Universitäten und K-12-Schulen im Einsatz, und die Kundenbasis des Unternehmens war Mitte 2013 auf mehr als 425.000 und Ende 2013 auf neun Millionen Nutzer angewachsen.
Im Februar 2011 gab Instructure bekannt, dass sie ihr Produkt namens Canvas unter einer AGPL-Lizenz als Open-Source-Software frei verfügbar machen.
Im Juni 2013 erhielt Instructure eine Finanzierung in Höhe von 30 Millionen US-Dollar, womit sich das bisher in Instructure investierte Kapital auf 50 Millionen US-Dollar erhöhte. Im Februar 2015 sammelte Instructure weitere 40 Millionen US-Dollar, unter anderem von Bessemer Venture Partners, ein.
Am 13. November 2015 wurde Instructure ein börsennotiertes Unternehmen an der New Yorker Börse.
Im Dezember 2019 gab Thoma Bravo den Unternehmenskauf von Instructure für zwei Milliarden US-Dollar bekannt.

## Produkte

### Canvas
Das in Utah ansässige Unternehmen testete die digitale Lernplattform Canvas an mehreren lokalen Schulen, einschließlich der Utah State University und der Brigham Young University, bevor es Canvas offiziell auf den Markt brachte. Canvas wird heute von mehr als 3.000 Universitäten, Schulbezirken und Institutionen auf der ganzen Welt verwendet.
Canvas wurde mit Ruby on Rails als Webanwendungsframework erstellt, das auf der PostgreSQL basiert. Es enthält JQuery, HTML5 und CSS3, um eine moderne Benutzeroberfläche bereitzustellen. OAuth wird verwendet, um auf bestimmten Social-Media-Websites wie Facebook und Twitter eingeschränkten Zugriff auf Benutzerinformationen zu gewähren und die Zusammenarbeit zwischen Websites zu ermöglichen. Canvas funktioniert als Software as a Service mit Amazon Web Services in der „Cloud“.
2011 brachte Canvas seine iOS-App und 2013 seine Android-App auf den Markt und ermöglichte damit den mobilen Zugriff auf die Canvas-Lernplattform. Die Apps wurden schließlich in Canvas Student, Canvas K–12, Canvas Teacher aufgeteilt, wodurch die Funktionen für Schüler, Studenten und Lehrer voneinander getrennt wurden. Im Jahr 2016 wurde mit Canvas Parent eine E-Learning-App für Eltern gestartet, mit der Eltern von K-12-Schülern über die Aufgaben, die Schulnoten und die allgemeine Schulbildung ihrer Kinder informiert werden können.
Canvas und seine AGPLv3-lizenzierte Core-Version ist quelloffen; viele Plugins sind jedoch proprietär. Die Mitwirkenden müssen vor dem Einreichen der Code-Beiträge aber das Contributor License Agreement unterzeichnen.

## Rezeption
Im Jahr 2016 nannte Glassdoor Instructure auf Platz vier auf seiner Best Places to Work-Liste. Im Jahr 2018 wählte die Salt Lake Tribune das Unternehmen in die Top 10 der „Top Work Places“ für große Unternehmen.